# 鄧佩儀
鄧佩儀（英語：Gloria Tang Pui Yee，1992年11月10日—），香港女演員及主持，《2013年度國際中華小姐競選》冠軍，為前無綫電視經理人合約藝員。

## 簡歷

### 背景
鄧佩儀於香港出生，2000年移民加拿大温哥華列治文，就讀 Ferris Elementary School 和 Richmond Secondary School。畢業後於英屬哥倫比亞大學主修工商管理學學士。2012年參選温哥華華裔小姐奪冠（同屆參賽者還包括邵珮詩、黃碧蓮），其後代表温哥華參選2013年度國際中華小姐競選，參賽號碼為16號，並再度勇奪冠軍的寶座，成為第六位獲得國際中華小姐冠軍的温哥華代表，也是繼1992年冠軍陳曼莉和上屆冠軍張曦雯後，第三個以「回馬槍」（代表當地參選的香港移民）的身分獲勝的香港人冠軍，賽後隨即加入無綫電視。

### 演藝發展

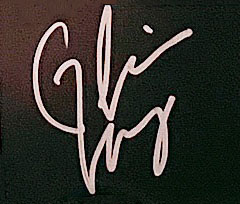
鄧佩儀的舊簽名

2014年，鄧佩儀首次演出劇集《點金勝手》，在劇中飾演黃宗澤的妹妹「卓至然（Ginnie）」。2015年，她再度與黃宗澤合作，拍攝劇集《幕後玩家》，該劇於2016年播出，爲無綫電視該年度的台慶劇之一。2017年，鄧佩儀原本可以參演無線電視50週年台慶劇《誇世代》，後因拍攝無線網路劇《降魔的番外篇 - 首部曲》時扭傷，其角色改由江嘉敏頂上。
2019年，鄧佩儀在劇集《鐵探》飾演臥底探員「鄺泳莎（Kay）」，演出獲網民稱讚，同年在奇幻劇《金宵大廈》的單元故事《娃》內同時飾演乖乖女「溫晴」和聲演吹氣娃娃「Mary」。此外，她亦到斐濟拍攝個人首個主持的無綫旅遊節目《12個夏天》。她在《萬千星輝頒獎典禮2019》入圍「飛躍進步女藝員」，並憑《鐵探》入圍「最佳女配角」最後五強。
2020年3月，鄧佩儀在劇集《機場特警》飾演女機場特警「何詩嬅（阿銀）」，她在劇中出現創傷後遺症而陷入精神崩潰的演技獲得讚賞。同年5月，她在奇幻劇《降魔的2.0》飾演降魔富二代「施萊斯 （Liz）」，在劇中與胡鴻鈞的「人鬼戀」受到關注。同年11月，她客串演出台慶劇《踩過界II》，飾演申訴被非禮的法律系學生「丁寧」。她在劇中含淚控訴王浩信飾演的「文申俠」的一幕亦獲好評。她憑《機場特警》在《萬千星輝頒獎典禮2020》再度入圍「最佳女配角」及「最受歡迎電視女角色」，並入圍「飛躍進步女藝員」最後五強。
2021年10月，鄧佩儀在台慶劇《換命真相》首度擔任女主角，飾演事務律師「張旻（Hailey）」。她憑此劇在《萬千星輝頒獎典禮2021》首度入圍「最佳女主角」最後十強，以及再度入圍「最受歡迎電視女角色」和「馬來西亞最喜愛TVB女主角」。
2022年，鄧佩儀返回加拿大UBC尚德商學院完成工商管理學士學位，以及修讀有關電影製作的課程。

## 趣聞
鄧佩儀與歌手鄧紫棋英文名稱同為Gloria Tang ，現實中她們是好友。另外，她跟邵珮詩、黃碧蓮早於加入TVB前便已認識，卻鮮有合作拍劇。撇除處境劇《愛·回家之開心速遞》，《踩過界II》是她目前跟黃碧蓮的唯一合作。

## 演出作品

### 電視劇
| 首播     | 劇名           | 角色                   |
| 無綫電視 |                |                        |
| 2014年   | 點金勝手       | 卓至然（Ginnie）       |
| 2015年   | 衝線           | 譚倩雅（Tiffany）      |
| 2015年   | 東坡家事       | 莫 鑫（靚蠶姑娘）      |
| 2016年   | 鐵馬戰車       | 崔素慧 / 趙詠荷        |
| 2016年   | 公公出宮       | 夢 蕾（夢蕾姑娘）      |
| 2016年   | 律政強人       | 譚雪兒（Shirley）      |
| 2016年   | 幕後玩家       | 錢嘉欣（Maple）        |
| 2017年   | 不懂撒嬌的女人 | 李美琪（Miki）         |
| 2017年   | 超時空男臣     | 朱家瑤                 |
| 2018年   | 再創世紀       | 朱小慧                 |
| 2019年   | 鐵探           | 鄺泳莎（Kay）          |
| 2019年   | 金宵大廈       | 溫 晴                  |
| 2020年   | 機場特警       | 何詩嬅（Silver、阿銀） |
| 2020年   | 降魔的2.0      | 施萊斯（Liz）          |
| 2020年   | 踩過界II       | 丁 寧（Joanne）        |
| 2021年   | 陀槍師姐2021   | 許千盈（Nicki）        |
| 2021年   | 換命真相       | 張 旻（Hailey）        |

### 網絡劇
| 首播            | 劇名                                  | 角色        |
| Big Big Channel |                                       |             |
| 2017年          | 降魔的番外篇 - 首部曲                 | 小三 / 羅蒂 |
| See See TVB     |                                       |             |
| 2017年          | 都是閑情 （页面存档备份，存于）第一季 | Gloria      |

### 主持節目
| 首播         | 節目名                                   |
| 無綫電視     |                                          |
| 2014至2019年 | 揾食飯團                                 |
| 2014年       | 32強事先張揚                             |
| 2014年       | 2014 FIFA巴西世界盃                      |
| 2015年       | 民峰而至                                 |
| 2015年       | 絕世好狗                                 |
| 2015年       | 街坊廚神舌戰新台韓                       |
| 2015年       | 我係小廚神2                              |
| 2016年       | 萬千星輝團年飯                           |
| 2017年       | 2017國泰航空新春國際匯演之夜             |
| 2017年       | 星級超常任務（星級健康4之gogreen碳世界） |
| 2019年       | 12個夏天                                 |
| 2019年       | 跨跨跨世代                               |
| 2019年       | 長命不老                                 |

## 曾獲獎項及提名
| 年份   | 頒獎典禮                             | 獎項                    | 劇集                                                | 角色   | 結果                             |
| ------ | ------------------------------------ | ----------------------- | --------------------------------------------------- | ------ | -------------------------------- |
| 2013年 | 《2013年度國際中華小姐競選》         | 冠軍                    | 不適用                                              | 不適用 | 獲獎                             |
| 2017年 | 《TVB 馬來西亞星光薈萃頒獎典禮2017》 | 最喜愛TVB飛躍進步女藝員 | 《不懂撒嬌的女人》 《超時空男臣》                   | 不適用 | 提名                             |
| 2018年 | 《萬千星輝頒獎典禮2018》             | 新加坡最喜愛TVB女主角   | 《再創世紀》                                        | 朱小慧 | 提名                             |
| 2018年 | 《萬千星輝頒獎典禮2018》             | 馬來西亞最喜愛TVB女主角 | 《再創世紀》                                        | 朱小慧 | 提名                             |
| 2018年 | 《萬千星輝頒獎典禮2018》             | 最佳女配角              | 《再創世紀》                                        | 朱小慧 | 提名                             |
| 2018年 | 《萬千星輝頒獎典禮2018》             | 最受歡迎電視女角色      | 《再創世紀》                                        | 朱小慧 | 提名                             |
| 2018年 | 《萬千星輝頒獎典禮2018》             | 最受歡迎電視拍檔        | 《再創世紀》                                        | 不適用 | 與周柏豪、袁偉豪一同提名         |
| 2018年 | 《萬千星輝頒獎典禮2018》             | 飛躍進步女藝員          | 《再創世紀》 《降魔的番外篇 - 首部曲》 《搵食飯團》 | 不適用 | 提名                             |
| 2019年 | 《萬千星輝頒獎典禮2019》             | 最佳女配角              | 《鐵探》                                            | 鄺泳莎 | 最後五強                         |
| 2019年 | 《萬千星輝頒獎典禮2019》             | 飛躍進步女藝員          | 《鐵探》 《金宵大廈》 《12個夏天》 《長命不老》     | 不適用 | 提名                             |
| 2020年 | 《萬千星輝頒獎典禮2020》             | 最佳女配角              | 《機場特警》                                        | 何詩嬅 | 提名                             |
| 2020年 | 《萬千星輝頒獎典禮2020》             | 最受歡迎電視女角色      | 《機場特警》                                        | 何詩嬅 | 提名                             |
| 2020年 | 《萬千星輝頒獎典禮2020》             | 飛躍進步女藝員          | 《機場特警》 《降魔的2.0》 《踩過界II》             | 不適用 | 最後五強                         |
| 2021年 | 《萬千星輝頒獎典禮2021》             | 最佳女主角              | 《換命真相》                                        | 張旻   | 最後十強                         |
| 2021年 | 《萬千星輝頒獎典禮2021》             | 最受歡迎電視女角色      | 《換命真相》                                        | 張旻   | 提名                             |
| 2021年 | 《萬千星輝頒獎典禮2021》             | 馬來西亞最喜愛TVB女主角 | 《換命真相》                                        | 張旻   | 提名                             |
| 2021年 | 《萬千星輝頒獎典禮2021》             | 最佳女配角              | 《陀槍師姐2021》                                    | 許千盈 | 提名                             |
| 2021年 | 《萬千星輝頒獎典禮2021》             | 飛躍進步女藝員          | 《陀槍師姐2021》 《換命真相》                       | 不適用 | 提名                             |
| 2021年 | 《萬千星輝頒獎典禮2021》             | 最受歡迎電視搭檔        | 《陀槍師姐2021》                                    | 不適用 | 與羅子溢、洪永城、關曜儁一同提名 |

## 外部連結
- 鄧佩儀的Facebook專頁
- 鄧佩儀的Instagram帳戶
- 鄧佩儀的新浪微博

| 前任： 徐頴堃 | 溫哥華華裔小姐競選冠軍 2012年 | 繼任： 鍾熠 |